# Čang Ťing-chuej
Čang Ťing-chuej, zjednodušená čínština: 张景惠; tradiční čínština: 張景惠; pinyin: Zhāng Jǐnghuì ; Wade-Giles: Chang Ching-hui (1871 Tchaj-an – 1. listopadu 1959 Fu-šun) byl čínský generál a politik působící v 1. polovině 20. století, zvláště v období Éry Militaristů v Číně a druhé světové války, kdy spolupracoval s Japonci a byl druhým ministerským předsedou státu Mandžukuo.

## Životopis

### Před válkou
Čang Ťing- chuej se narodil roku 1871 v Tchaj-anu, jihozápadně od Mukdenu, dnešní provincie Liao-ning. Po vypuknutí první čínsko-japonské války a v poměrně nízkém se připojil k banditům pod velením čínského vojenského vůdce Čang Čuo-lina, který pracoval pro Japonce již v období rusko-japonské války. Po pádu dynastie Čching byly tyto jednotky přijaty do nově vznikající armády republiky. V té době se stal Čang velitelem 27. Pěší brigády tzv. Pej-jangské armády, která byla po smrti Jüan Š'-kchaje roku 1916 rozdělena mezi různé vzájemně znepřátelené frakce. V té době také Čang opustil Čang Čuo-lina a přidal se k jeho rivalovi Wu Pchej-fuovi, ale později přešel zpátky. Ten ho jmenoval ministrem války v Čínské Republice, kde Čang Čuo-lin v pozici nahradil Jüan Š'-kchaje. Jako ministr války působil od května 1926 do června 1927. V letech 1928-1929 byl ve stejné vládě ministrem podnikání. V té době byl také guvernérem v Charbinu a ředitelem Čínské dálněvýchodní železnice. Po smrti Čang Čuo-lina se však nepohodl s jeho nástupcem Čang Süe-liangem. Roku 1929 se na celonárodní konferenci v Nankingu setkal s Čankajškem.

### Kariéra v Mandžukuu
Roku 1932 se stal Čang ministrem obrany v Mandžukuu. I přes námitky císaře Pchu Iho nahradil v roce 1935 Čeng Siao-süa na postu předsedy vlády. Jako ten hrál bezvadně roli loutky a ve všem vyhovoval Japoncům. Zatímco Japonci řídili všechny aspekty všedního dne v Mandžukuu, ministerský předseda trávil svůj čas přepisováním Buddhistických textů. Pouze jednou se vyslovil při rozhodnutí japonské okupační správy - při nuceném prodeji pozemků japonským kolonistům. Roku 1943 zastupoval Mandžukuo na Velké východoasijské konferenci svolané Japonci v Tokiu.
Roku 1943 o něm časopis Time publikoval falešnou zprávu, podle které měl otrávit celou svoji rodinu a svého japonského poradce a pak sám spáchat sebevraždu. Čang ale zastával svůj úřad až do sovětské invaze roku 1945.

### Po válce
Roku 1945 byl zajat sověty a až do roku 1950 vězněn na Sibiři. Poté byl předán do ČLR. Zemřel o 14 let později na zástavu srdce.